# East Side
East Side és una sèrie de televisió dramàtica israeliana, que es va estrenar el 19 de febrer de 2023 al Kan 11. La primera temporada va acabar el 21 de març de 2023 i la sèrie es va renovar per a una segona temporada. S'ha doblat i subtitulat al català per a FilminCAT.
La sèrie va ser creada per Yael Rubinstein-Nitzan i Yossi Madamoni i dirigida per Evgeny Ruman.
Gefen Kaminer, que interpreta el personatge de Maya Ben Dahan a la sèrie, una noia amb necessitats especials, és la primera dona autista a Israel que interpreta un personatge de l'espectre en una sèrie de televisió.